# Évolution du collège épiscopal français en 2009
Liste des évêques français
- 2005
- 2006
- 2007
- 2008
- 2009
- 2010
- 2011
- 2012
- 2013

Cette page a pour but de présenter les évolutions intervenues au sein du collège épiscopal français au cours de l'année 2009, ainsi que la situation des évêques des diocèses de France métropolitaine et d'outre-mer, mais également des évêques français exerçant pour la curie romaine ou pour des diocèses étrangers au 31 décembre 2009.

## Évolution du1erjanvier au 31 décembre 2009
| Date       | Événement                                    | Titre                                                                                      |
| ---------- | -------------------------------------------- | ------------------------------------------------------------------------------------------ |
| 08/01/2009 | Nomination de Philippe Mousset               | Évêque de Pamiers                                                                          |
| 10/01/2009 | Consécration épiscopale de Jean-Pierre Batut | Évêque titulaire de Ressiana Évêque auxiliaire de Lyon                                     |
| 14/01/2009 | Nomination de Philippe Ballot                | Archevêque de Chambery                                                                     |
| 15/01/2009 | Retraite d'Olivier de Berranger              | Évêque émérite de Saint-Denis                                                              |
| 18/01/2009 | Consécration épiscopale de Nicolas Souchu    | Évêque titulaire de Cataquas Évêque auxiliaire de Rennes                                   |
| 22/01/2009 | Mort de Louis Simonneaux                     | Évêque émérite de Versailles                                                               |
| 25/01/2009 | Consécration épiscopale d'Yves Le Saux       | Évêque du Mans                                                                             |
| 12/02/2009 | Consécration épiscopale de Paul Desfarges    | Évêque de Constantine (Algérie)                                                            |
| 21/02/2009 | Mort de Jean Rémond                          | Évêque titulaire d'Utimma Évêque auxiliaire émérite de la Mission de France                |
| 08/03/2009 | Mort de Robert Chapuis                       | Évêque émérite de Mananjary (Madagascar)                                                   |
| 10/03/2009 | Nomination de Pascal Delannoy                | Évêque de Saint-Denis                                                                      |
| 15/03/2009 | Consécration épiscopale de Philippe Mousset  | Évêque de Pamiers                                                                          |
| 25/03/2009 | Nomination de François Kalist                | Évêque de Limoges                                                                          |
| 16/04/2009 | Mort de Michel Mondésert                     | Évêque titulaire d'Apollonis Évêque auxiliaire émérite de Grenoble                         |
| 26/04/2009 | Consécration épiscopale de Philippe Ballot   | Archevêque de Chambery                                                                     |
| 17/05/2009 | Consécration épiscopale de François Kalist   | Évêque de Limoges                                                                          |
| 23/05/2009 | Mort de Joseph Duval                         | Archevêque émérite de Rouen                                                                |
| 03/06/2009 | Nomination de Henri Coudray                  | Évêque titulaire de Silli Vicaire apostolique de Mongo (Tchad)                             |
| 19/06/2009 | Retraite de Lucien Fischer                   | Évêque titulaire d'Avioccala Vicaire apostolique émérite de Saint-Pierre et Miquelon       |
| 19/06/2009 | Nomination de Pierre Gaschy                  | Évêque titulaire d'Usinaza Vicaire apostolique de Saint-Pierre et Miquelon                 |
| 08/07/2009 | Retraite de Georges Soubrier                 | Évêque émérite de Nantes                                                                   |
| 08/07/2009 | Nomination de Jean-Paul James                | Évêque de Nantes                                                                           |
| 09/07/2009 | Nomination de Gérard Coliche                 | Évêque titulaire d'Alet Évêque auxiliaire de Lille                                         |
| 19/09/2009 | Mort de Joseph Sardou                        | Archevêque émérite de Monaco (Monaco)                                                      |
| 27/09/2009 | Consécration épiscopale de Gérard Coliche    | Évêque titulaire d'Alet Évêque auxiliaire Lille                                            |
| 07/10/2009 | Nomination de Patrick Le Gal                 | Évêque titulaire d'Arisitum Évêque auxiliaire de Lyon                                      |
| 07/10/2009 | Nomination de Luc Ravel                      | Évêque aux armées françaises                                                               |
| 11/10/2009 | Consécration épiscopale de Pierre Gaschy     | Évêque titulaire d'Usinaza Vicaire Apostolique de Saint-Pierre et Miquelon                 |
| 22/10/2009 | Nomination de Jean Laffitte                  | Évêque titulaire d'Entrevaux Secrétaire du conseil pontifical pour la famille              |
| 29/11/2009 | Consécration épiscopale de Henri Coudray     | Évêque titulaire de Silli Vicaire Apostolique de Mongo (Tchad)                             |
| 29/11/2009 | Consécration épiscopale de Luc Ravel         | Évêque aux Armées                                                                          |
| 29/11/2009 | Mort de Gilbert Duchêne                      | Évêque émérite de Saint-Claude                                                             |
| 04/12/2009 | Mort de Jérôme Martin                        | Évêque émérite de Berbérati (République centrafricaine)                                    |
| 12/12/2009 | Consécration épiscopale de Jean Laffitte     | Évêque titulaire d'Entrevaux Secrétaire du Conseil pontifical pour la famille              |
| 24/12/2009 | Nomination de Olivier Schmitthaeusler        | Évêque titulaire de Catabum Castra Vicaire apostolique coadjuteur de Phnom-Penh (Cambodge) |

Soit pour l'année 2009:
- Douze nominations dont
  - Neuf nominations de nouveaux évêques
  - Trois transferts d'évêques
- Douze consécrations épiscopales
- Trois départs en retraite
- Huit décès

## Situation des évêques français au 31 décembre 2009

### France métropolitaine
- Agen : Hubert Herbreteau
- Aire et Dax : Philippe Breton, Robert Sarrabère évêque émérite
- Aix-en-Provence et Arles : Claude Feidt, Christophe Dufour archevêque coadjuteur
- Ajaccio : Jean-Luc Brunin
- Albi, Castres et Lavaur : Pierre-Marie Carré
- Amiens : Jean-Luc Bouilleret, François Bussini évêque émérite, Jacques Noyer évêque émérite, Géry Leuliet évêque émérite
- Angers : Emmanuel Delmas, Jean Orchampt évêque émérite
- Angoulême : Claude Dagens, Georges Rol évêque émérite
- Annecy : Yves Boivineau
- Arras, Boulogne sur Mer et Saint Omer : Jean-Paul Jaeger
- Auch, Condom, Lectoure et Lombez : Maurice Gardès, Maurice Fréchard archevêque émérite, Gabriel Vanel évêque émérite
- Autun, Chalon et Mâcon : Benoît Rivière, Raymond Séguy évêque émérite
- Avignon, Apt, Cavaillon, Carpentras, Orange et Vaison la Romaine : Jean-Pierre Cattenoz, Raymond Bouchex évêque émérite
- Bayeux et Lisieux : Pierre Pican, Guy Gaucher évêque auxiliaire émérite
- Bayonne, Lescar et Oloron : Marc Aillet, Pierre Molères évêque émérite
- Beauvais, Noyon et Senlis : vacant, Adolphe-Marie Hardy évêque émérite
- Belfort-Montbéliard : Claude Schockert, Eugène Lecrosnier évêque émérite
- Belley-Ars : Guy Bagnard
- Besançon : André Lacrampe, Lucien Daloz archevêque émérite
- Blois : Maurice de Germiny
- Bordeaux et Bazas : cardinal Jean-Pierre Ricard, Jacques Blaquart évêque auxiliaire
- Bourges : Armand Maillard, Hubert Barbier archevêque émérite, Pierre Plateau archevêque émérite
- Cahors : Norbert Turini, Maurice Gaidon évêque émérite
- Cambrai : François Garnier
- Carcassonne : Alain Planet, Jacques Despierre évêque émérite
- Châlons-en-Champagne : Gilbert Louis
- Chambéry, Maurienne et Tarentaise : Philippe Ballot
- Chartres : Michel Pansard, Michel Kuehn évêque émérite
- Clermont : Hippolyte Simon
- Coutances-et-Avranches : Stanislas Lalanne, Jacques Fihey évêque émérite
- Créteil : Michel Santier, Daniel Labille évêque émérite
- Digne-les-Bains, Riez et Sisteron : François-Xavier Loizeau, Edmond Abelé évêque émérite
- Dijon : Roland Minnerath, Michel Coloni évêque émérite
- Évreux : Christian Nourrichard, Jacques David évêque émérite
- Évry-Corbeil-Essonnes : Michel Dubost, Guy Herbulot évêque émérite, Albert Malbois évêque émérite
- Fréjus et Toulon : Dominique Rey, Joseph Madec évêque émérite
- Gap et Embrun : Jean-Michel di Falco, Georges Lagrange évêque émérite
- Grenoble et Vienne : Guy de Kerimel, Louis Dufaux évêque émérite
- Langres : Philippe Gueneley, Léon Taverdet évêque émérite
- La Rochelle et Saintes : Bernard Housset
- Laval : Thierry Scherrer
- Le Havre : Michel Guyard
- Le Mans : Yves Le Saux, Jacques Faivre évêque émérite
- Le Puy-en-Velay : Henri Brincard
- Lille : Laurent Ulrich, Gérard Coliche évêque auxiliaire, Gérard Defois évêque émérite, Jean Vilnet évêque émérite
- Limoges : François Kalist, Léon Soulier évêque émérite
- Luçon : Alain Castet
- Lyon : cardinal Philippe Barbarin, Thierry Brac de la Perrière évêque auxiliaire, Jean-Pierre Batut évêque auxiliaire, Patrick Le Gal évêque auxiliaire, Maurice Delorme évêque auxiliaire émérite
- Marseille : Georges Pontier, cardinal Bernard Panafieu archevêque émérite
- Meaux : Albert-Marie de Monléon, Yves Bescond évêque auxiliaire émérite
- Mende : François Jacolin, Paul Bertrand évêque émérite
- Metz : Pierre Raffin
- Montauban : Bernard Ginoux, Jacques de Saint-Blanquat évêque émérite
- Montpellier, Lodève, Béziers, Agde et Saint Pons de Thomières : Guy Thomazeau, Claude Azéma évêque auxiliaire
- Moulins : Pascal Roland
- Nancy-Toul : Jean-Louis Papin
- Nanterre : Gérard Daucourt, Nicolas Brouwet évêque auxiliaire, François Favreau évêque émérite
- Nantes : Jean-Paul James, Georges Soubrier évêque émérite
- Nevers : Francis Deniau
- Nice : Louis Sankalé, Jean Bonfils évêque émérite
- Nîmes, Uzès et Alès : Robert Wattebled
- Orléans : André Fort
- Pamiers, Couserans et Mirepoix : Philippe Mousset, Marcel Perrier évêque émérite
- Paris : cardinal André Vingt-Trois, Michel Pollien évêque auxiliaire, Jean-Yves Nahmias évêque auxiliaire, Jérôme Beau évêque auxiliaire, Renauld de Dinechin évêque auxiliaire, Éric de Moulins-Beaufort évêque auxiliaire, Claude Frikart évêque auxiliaire émérite
- Périgueux et Sarlat : Michel Mouïsse, Gaston Poulain évêque émérite
- Perpignan-Elne : André Marceau, Jean Chabbert évêque émérite
- Poitiers : Albert Rouet, Pascal Wintzer évêque auxiliaire
- Pontoise : Jean-Yves Riocreux
- Quimper, Cornouailles et Léon : Jean-Marie Le Vert, Clément Guillon évêque émérite
- Reims : Thierry Jordan, Joseph Boishu évêque auxiliaire en résidence à Charleville-Mézières
- Rennes, Dol et Saint Malo : Pierre d'Ornellas, Nicolas Souchu évêque auxiliaire, Jacques Jullien archevêque émérite
- Rodez et Vabres : Bellino Ghirard
- Rouen : Jean-Charles Descubes
- Saint-Brieuc et Tréguier : Lucien Fruchaud
- Saint-Claude : Jean Legrez
- Saint-Denis : Pascal Delannoy, Olivier de Berranger évêque émérite
- Saint-Dié : Jean-Paul Mathieu, Paul-Marie Guillaume évêque émérite
- Saint-Étienne : Dominique Lebrun, Pierre Joatton évêque émérite, Paul Rousset évêque émérite
- Saint-Flour : Bruno Grua, René Séjourné évêque émérite
- Séez : Jean-Claude Boulanger
- Sens et Auxerre : Yves Patenôtre, Georges Gilson archevêque émérite
- Soissons, Laon et Saint-Quentin : Hervé Giraud, Marcel Herriot évêque émérite
- Strasbourg : Jean-Pierre Grallet, Christian Kratz évêque auxiliaire, Vincent Jordy évêque auxiliaire, Joseph Doré archevêque émérite, Charles-Amarin Brand archevêque émérite, Léon Hégelé évêque auxiliaire émérite
- Tarbes et Lourdes : Jacques Perrier
- Toulouse, Narbonne, Saint Bertrand de Comminges et Rieux : Robert Le Gall, Hervé Gaschignard évêque auxiliaire, Émile Marcus archevêque émérite
- Tours : Bernard-Nicolas Aubertin, cardinal Jean Honoré archevêque émérite
- Troyes : Marc Stenger
- Tulle : Bernard Charrier
- Valence, Dié et Saint Paul Trois Châteaux : Jean-Christophe Lagleize, Didier-Léon Marchand évêque émérite
- Vannes : Raymond Centène, François-Mathurin Gourvès évêque émérite
- Verdun : François Maupu
- Versailles : Éric Aumonier, Jean-Charles Thomas évêque émérite
- Viviers : François Blondel

### France d'outre-mer
- Basse-Terre et Pointe-à-Pitre : vacant, Ernest Cabo évêque émérite
- Cayenne : Emmanuel Lafont
- Fort-de-France et Saint-Pierre : Michel Méranville
- Taiohae (ou Tefenuaenata) (Îles Marquises) : Guy Chevalier, Hervé-Maria Le Cléac’h évêque émérite
- Îles Wallis-et-Futuna : Ghislain de Rasilly
- Nouméa : Michel-Marie Calvet
- Papeete : Hubert Coppenrath
- Saint-Denis de La Réunion : Gilbert Aubry
- Saint-Pierre et Miquelon : Pierre Gaschy vicaire apostolique, Lucien Fischer vicaire apostolique émérite.

### Autres fonctions en France
- Diocèse aux Armées françaises : Luc Ravel
- Éparchie de Sainte-Croix de Paris des Arméniens catholiques de France : Grégoire Ghabroyan
- Exarchat Apostolique pour les Ukrainiens : Michel Hrynchyshyn
- Ordinariat des catholiques des Églises orientales : cardinal André Vingt-Trois ordinaire
- Mission de France : Yves Patenôtre, Georges Gilson prélat émérite.

### Au service de la curie
- Conseil pontifical « Justice et Paix » : cardinal Roger Etchegaray président émérite
- Conseil pontifical pour la culture : cardinal Paul Poupard président émérite
- Conseil pontifical pour le dialogue inter-religieux : cardinal Jean-Louis Tauran président
- Congrégation pour l'éducation catholique : Jean-Louis Bruguès secrétaire
- Conseil pontifical pour la famille : Jean Laffitte secrétaire
- Secrétairerie d'État : Dominique Mamberti secrétaire pour les relations avec les États
- Nonciature auprès de la Communauté européenne : André Dupuy nonce
- Nonciature au Kenya : Alain Lebeaupin nonce
- Nonciature en Iran : Jean-Paul Gobel nonce
- Nonciature au Mexique : Christophe Pierre nonce
- Nonciature aux Pays-Bas : François Bacqué nonce

### Au service de diocèses étrangers
- Alger (Algérie) : Henri Teissier évêque émérite
- Andong (Corée du Sud) : René Dupont évêque émérite
- Constantine (Algérie) : Paul Desfarges, Gabriel Piroird évêque émérite
- Daloa (Côte d'Ivoire) : Pierre Rouanet évêque émérite
- Djibouti (Djibouti) : Georges Perron évêque émérite
- Estonie : Philippe Jourdan administrateur apostolique
- Guajará-Mirim (pt) (Brésil): Geraldo Verdier
- Istanbul (Turquie): Louis Pelâtre vicaire apostolique
- Kerema (en) (Papouasie-Nouvelle-Guinée) : Paul Marx
- Laghouat (Algérie) : Claude Rault
- Monaco : Bernard Barsi
- Mongo (Tchad) : Henri Coudray vicaire apostolique
- Mouila (de) (Gabon) : Dominique Bonnet
- Moundou (Tchad) : Samuel Gaumain évêque émérite
- N'Djaména (Tchad) : Charles Vandame archevêque émérite
- Niamey (Niger) : Michel Cartatéguy, Guy Romano évêque émérite
- Nouakchott (Mauritanie) : Robert de Boissonneaux de Chevigny évêque émérite
- Oran (Algérie) : Alphonse Georger
- Ouesso (République du Congo) : Yves Monot
- Paksé (Laos) : Jean Urkia vicaire apostolique émérite
- Pala (Tchad) : Georges-Hilaire Dupont évêque émérite
- Phnom-Penh (Cambodge) : Emile Destombes vicaire apostolique, Olivier Schmitthaeusler vicaire apostolique coadjuteur, Yves Ramousse vicaire apostolique émérite
- Port Victoria (Seychelles) : Xavier Baronnet évêque émérite
- Rabat (Maroc) : Vincent Landel
- Santissima Conceição do Araguaia (Brésil) : Dominique You
- Savannakhet (Laos) : Pierre Bach vicaire apostolique émérite
- Temuco (Chili) : Jorge-Maria Hourton Poisson évêque auxiliaire émérite
- Tôlagnaro (de) (Madagascar) : Jean Zévaco évêque émérite
- Viana (pt) (Brésil) : Xavier Gilles de Maupeou

### In Partibus Infidelium
- Partenia : Jacques Gaillot